# Ломакино (Смоленская область)
Ломакино — деревня в Краснинском районе Смоленской области России. Входит в состав Мерлинского сельского поселения. Население — 18 жителей (2007 год).
Расположена в западной части области в 11 км к северо-востоку от Красного, в 2,5 км южнее автодороги Р135 (Смоленск — Красный — Гусино). В 17 км северо-западнее деревни расположена железнодорожная станция Велино на линии Москва — Минск.

## История
В годы Великой Отечественной войны деревня была оккупирована гитлеровскими войсками в июле 1941 года, освобождена в сентябре 1943 года.